# Jean-Jacques Gourd
Pour les articles homonymes, voir Gourd.
Jean-Jacques Gourd, né le 13 septembre 1850 au Fleix (Dordogne) et mort le 25 mai 1909 à Pregny, est un pasteur et philosophe suisse. Il est recteur de l'université de Genève de 1896 à 1898.

## Biographie
Jean-Jacques Gourd est étudiant à la faculté de théologie de Genève, dès 1869 et il y obtient son baccalauréat en théologie en 1873, en soutenant une thèse intitulée « L'idéalisme contemporain et la morale ». Il complète sa formation aux universités de Leipzig, Berlin et Tübingen puis soutient une thèse de licence en théologie en 1877.
Il est ensuite pasteur auxiliaire à Genève (1876-1887) et  rédacteur du journal L'Alliance libérale. Il est nommé professeur de philosophie à l'université de Genève, où il succède à Henri-Frédéric Amiel, d'abord comme suppléant (1878-1880), puis comme professeur ordinaire (1881-1909).
Il est recteur de l'université de Genève en 1896-1898.
Gourd s'intéresse aux idées de Charles Renouvier. Il est l'auteur de plusieurs ouvrages de phénoménologie et de philosophie de la religion. 

## Vie personnelle
Jean-Jacques Gourd épouse le 9 septembre 1878, à Gênes, Marguerite Elisabeth Bert. Fille de Pierre Amédée Bert, pasteur de l'Église évangélique vaudoise à Gênes, elle est membre des cercles genevois protestants, et très active dans les œuvres de bienfaisance. Ils ont trois enfants, notamment Émilie Gourd, journaliste et militante féministe genevoise.

## Publications
- La foi en Dieu : sa genèse dans l'âme humaine, Genève : imprim. Ramboz et Schuchardt , 1877
- Le phénomène: esquisse de philosophie générale, Paris, Alcan, 1883
- Les trois dialectiques, 1897
- Philosophie de la religion, 1911, préface d'Émile Boutroux, Paris, Alcan